# Katrin Lange (Schriftstellerin)
Katrin Lange (* 27. November 1942 in Berlin) ist eine deutsche Schriftstellerin.

## Leben
Katrin Lange studierte Theaterwissenschaft, arbeitete danach als Dramaturgin und Regieassistentin an verschiedenen Theatern in Karl-Marx-Stadt, Dresden und Berlin und promovierte über „Theater im Fernsehen“. Seit 1982 ist sie freiberufliche Autorin und lebt in Berlin.
Sie veröffentlicht hauptsächlich dramatische Texte (Theaterstücke, Hörspiele, Drehbücher zu mehreren Filmen). Ihr in Leipzig uraufgeführtes Kinderstück Ikar – zu Wasser, zu Lande und in der Luft wurde 2019 in London  unter dem abweichenden Titel ICARUS in englischer Sprache erstaufgeführt.

## Preise
- 1981 DDR-Kinderhörspielpreis – 1. Platz Hörerpreis (Der Teufel mit den drei goldenen Haaren)
- 1982 DDR-Kinderhörspielpreis – 1. Platz Hörerpreis (Die Adoption)
- 1982 DDR-Kinderhörspielpreis – Kritikerpreis (Die Adoption)
- 1985 DDR-Kinderhörspielpreis – 2. Platz Hörerpreis (Die Medaille)
- 1992 Baden-Württembergischer Jugendtheaterpreis (Vineta. Zweimal hin und zurück)
- 2008 Deutscher Kindertheaterpreis (Unter hohem Himmel: Parzival)

## Werke

### Theaterstücke
- Frau Fischer, Ilsebill, Uraufführung 1979, Rostock
- Die Havarie, Uraufführung 1985, Weimar
- Die Sache Willi H. (beruht auf dem gleichnamigen Hörspiel der Autorin), Uraufführung 1987, Rostock
- Die Brandstifterin (beruht auf dem gleichnamigen Hörspiel der Autorin), Uraufführung 1990, Stralsund
- Ich, Grete Beier, Mörderin, Uraufführung 2008, Freiberg
- Warn zwei Brüder einst in Sachsen! (Altenburger Prinzenraubfestspiele), Uraufführung 2009, Altenburg
- Fürstenzug nach Kötschenbroda (Co-Autor: Gerd Bedszent), Uraufführung 2013, Radebeul
- Drei Haselnüsse für Aschenbrödel (Musical nach dem gleichnamigen Film, gemeinsam mit Thomas Zaufke und Edith Jeske), Uraufführung 2013, Felsenbühne Rathen
- Das Geheimnis der blauen Schwerter (Co-Autor: Gerd Bedszent), Uraufführung 2016, Meissen

### Theaterstücke für Kinder und Jugendliche
- Der Krautesel, Uraufführung 1990, Gera
- Wohin mit dem Gespenst? (Kinderrevue – als Co-Autorin von Volkmar Neumann), Uraufführung 1992, Berlin
- Das Mädchen Kiesel und der Hund (das gleichnamige Hörspiel beruht auf dem Stück), Uraufführung 1996, Berlin
- Drachentod und Käsebrot (das gleichnamige Kinderbuch beruht auf dem Stück), Uraufführung 2006, Frankfurt am Main
- Die Frau vom Fischer und der Fischer selber, Uraufführung 2006, Bautzen
- Ikar – zu Wasser, zu Lande und in der Luft (das gleichnamige Hörspiel beruht auf dem Stück), Uraufführung 2007, Leipzig
- Der Frieder und das Katherlieschen (Puppentheaterstück), Uraufführung 2007, Dresden
- Unter hohem Himmel: Parzival (das gleichnamige Hörspiel beruht auf dem Stück), Uraufführung 2007, Düsseldorf
- Alice: Im Wunderland!, Uraufführung 2009, Düsseldorf
- Der Teufel mit den drei goldenen Haaren, Uraufführung 2010, Dresden
- Schneewittchen lebt!, Uraufführung 2010, Leipzig
- Freund Till, genannt Eulenspiegel (Co-Autor: Gerd Bedszent), Uraufführung 2012, Braunschweig
- Rapunzel geht los!, Uraufführung 2012, Leipzig
- Lohengrin: Unterwegs mit Schwan!, Uraufführung 2013, Düsseldorf
- Zaubermühle (Co-Autor: Gerd Bedszent), Uraufführung 2015, Mannheim
- König der Kinder: Macius, Uraufführung 2015, Leipzig
- NICOBOBINUS oder Die verwegene Reise ins ferne Land der Drachen (Bearbeitung des Kinderbuches 'Nicobobinus' von Terry Jones), Uraufführung 2018, Leipzig
- König Midas - ich! Oder: Wie werde ich klug?, Uraufführung 2020, Wiesbaden
- Hans im Glück, Uraufführung 2021, Berlin

### Hörspiele
- Willi und die anderen, Ursendung 1984, Rundfunk der DDR
- Kartoffelkloß und Himbeergrütze, Ursendung 1986, Rundfunk der DDR
- Die Brandstifterin, Ursendung 1987, Rundfunk der DDR
- Testament mit Wellensittich, Ursendung 1988, Rundfunk der DDR
- Theben, innerstes Gemach, Ursendung 1991, Funkhaus Berlin
- Karlchen, Karl, Charlos…, Ursendung 1997, DeutschlandRadio
- Die Bankräuberin, Ursendung 1998, Deutsche Welle
- Heubners Kanapee oder Richard Wagner auf den Barrikaden. Eine nachrevolutionäre Betrachtung, Ursendung 1998, Deutsche Welle

### Hörspiele für Kinder und Jugendliche
- Prinz Segelohr Ursendung 1979, Rundfunk der DDR
- Der Teufel mit den drei goldenen Haaren, (das gleichnamige Theaterstück beruht auf dem Hörspiel), Ursendung 1980, Rundfunk der DDR, als Neuinszenierung auch veröffentlicht auf Litera-LP
- Die Adoption, Ursendung 1981, Rundfunk der DDR
- Der Krautesel, (das gleichnamige Theaterstück beruht auf dem Hörspiel), Ursendung 1982, Rundfunk der DDR, als Neuinszenierung auch veröffentlicht auf Litera-LP
- Philipp der Drache (der Film Der Drache Daniel beruht auf diesem Hörspiel), Ursendung 1982, Rundfunk der DDR
- Die Medaille, Ursendung 1984, Rundfunk der DDR
- Der Frieder und Katherlieschen und Der Krautesel, Litera-LP, 1986
- Hans im Glück (das gleichnamige Theaterstück beruht auf dem Hörspiel), Litera-LP, 1986
- Drosselbart, Ursendung 1987, Rundfunk der DDR
- Brüderchen und Schwesterchen und Schneeweißchen und Rosenrot, Litera-LP, 1987
- Zur Sonne, zum Mond und weiter und weiter, Ursendung 1989, Rundfunk der DDR
- Von Zwergen, Wichteln und anderem kleinen Volk, Litera-MC, 1990
- Das Waldhaus, Ursendung 1990, Rundfunk der DDR
- Die weißen Federn, Ursendung 1990, Rundfunk der DDR
- Prinzessin hinter Dornenhecken, Ursendung 1992, MDR
- Unterm Sand ein Edelstein (Kinderhörspielserie), Ursendung 1992, SFB
- Rothaut und Rote Henne (Kinderhörspielserie), Ursendung 1994, Bayerischer Rundfunk
- Das Mädchen Kiesel und der Hund, Ursendung 1997, DeutschlandRadio
- Marie bei den Zwergen, Ursendung 1996, DeutschlandRadio
- Ikar – zu Wasser, zu Lande und in der Luft, Ursendung 2007, Deutschlandradio
- Unter hohem Himmel: Parzival, Ursendung 2009, Hessischer Rundfunk

### Drehbücher für Filme
- Verzeihung, sehen Sie Fußball? (Episodenspielfilm, als Co-Autorin von Gunther Scholz), Regie: Gunther Scholz, Uraufführung 1983, DEFA
- Der Eisenhans (Kinderfilm), Regie: Karl Heinz Lotz, Uraufführung 1988, DEFA
- Der Drache Daniel (Kinderfilm), Regie: Hans Kratzert, Uraufführung 1989, DEFA
- Brüderchen und Schwesterchen (Kurzspielfilm, im Rahmen der Reihe Hier und Jetzt), Regie: Rainer Simon, Ursendung 1992, ZDF

### Bücher
- Drachentod und Käsebrot, trafo-Verlag 2006, ISBN 978-3-89626-653-8
- Antike. Vier Texte für Hörspiel und Theater (Hrsg.: Gerd Bedszent), trafo-Verlag 2011, ISBN 978-3-86465-001-7
- Zwerge und Kohlköpfe. Vier Stücke nach Grimms Märchen (Hrsg.: Gerd Bedszent), trafo-Verlag 2011, ISBN 978-3-86465-002-4
- Eden, Gral und Schlittenhund. Drei Stücke nach Mythen (Hrsg.: Gerd Bedszent), trafo-Verlag 2012, ISBN 978-3-86465-007-9
- Teufelshaar und Nesselhemd. Drei Stücke nach Grimms Märchen (Hrsg.: Gerd Bedszent), trafo-Verlag 2014, ISBN 978-3-86465-045-1
- Gold und Eisen. Drei Theaterstücke für Kinder (Hrsg.: Gerd Bedszent), trafo-Verlag 2020, ISBN 978-3-86465-130-4
- Traum. Tag. Drei Theatertexte aus der DDR (Hrsg.: Gerd Bedszent), trafo-Verlag 2021, ISBN 978-3-86465-157-1
- Jabberwock! Die Fahne schwingen! Zwei Theatertexte für Kinder gegen den Krieg (Hrsg.: Gerd Bedszent), trafo-Verlag 2022, ISBN 978-3-86465-167-0
- Sachsens Glanz und Glitzer. Und der Tod. Zwei Theatertexte zur sächsischen Historie (Hrsg.: Gerd Bedszent), trafo-Verlag 2023, ISBN 978-3-86465-180-9
- Sachsens Glanz und Glitzer. Und die Revolution. Drei Theatertexte zur sächsischen Historie (Hrsg.: Gerd Bedszent), trafo-Verlag 2023, ISBN 978-3-86465-181-6